# Agripino de Cartago
Agripino de Cartago (em latim: Agrippinus Carthagenensis) foi clérigo romano do final do século II e começo do III que teria exercido a função de bispo de Cartago até ao menos 220. Por sua iniciativa convocar-se-ia o Primeiro Concílio da África em Cartago para se decidir se os convertidos ao catolicismo oriundos de correntes cismáticas ou heréticas deveriam ou não ser batizados. A decisão do concílio gerou reações póstumas.

## Vida
Durante o seu episcopado, Agripino lidou com o problema de como tratar os cristãos convertidos de um cisma ou heresia; se fossem anteriormente católicos, a disciplina eclesiástica deixava-os sujeitos à penitência, mas era incerto o proceder para aqueles batizados fora da Igreja, sobretudo quanto a validade do batismo deles. Por iniciativa de Agripino, os bispos da Numídia e África Proconsular foram convocados ao Primeiro Concílio da África em Cartago em 215-217 ou 220, com cerca de setenta bispos.
O enfoque dos debates era se estes conversos deveriam ser ou não batizados e concílio resolveu tal questão negativamente: segundo V. Saxer, "Juntos deliberaram que só era legítimo o batismo conferido no seio da Igreja católica". Consequentemente, Agripino decidiu que estas pessoas deveriam ser absolutamente batizadas, pois não possuíam a verdadeira fé e não podiam se absolver de seus pecados. Além disso, alegou-se que a água utilizada nos batismos deles não podia livrá-los do pecado.
Tais declarações permitiram que se chegasse a uma conclusão, muito embora ela não tornar-se-ia corrente na Igreja Romana. Apesar da questão ter sido levantada, ela não foi definitivamente decidida e por assumir-se que Agripino e os demais bispos convocados haviam agido de boa fé, eles não foram excomungados. Em meados do século, São Cipriano defendeu que a opinião de Agripino era a "correção de um erro" e mencionou que sua boa reputação como "homem de boa memória" (em latim: bonæ memoriæ vir) persistia. Santo Agostinho, por sua vez, ao escrever contra os donatistas, defendeu que Agripino e Cipriano, apesar de estarem errados, não cismaram com a Igreja.
A.J.C.